# Wyrzutnia torpedowa

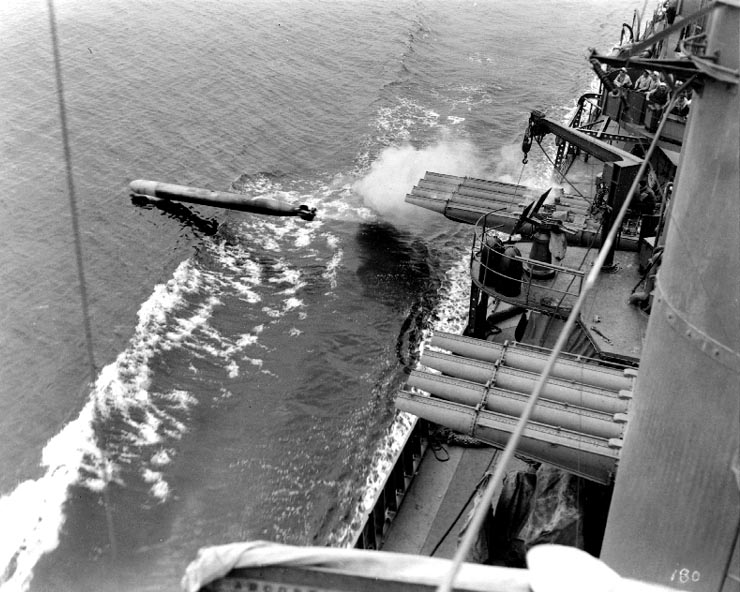
Moment odpalenia torpedy z wyrzutni na amerykańskim niszczycielu USS „Dunlap”

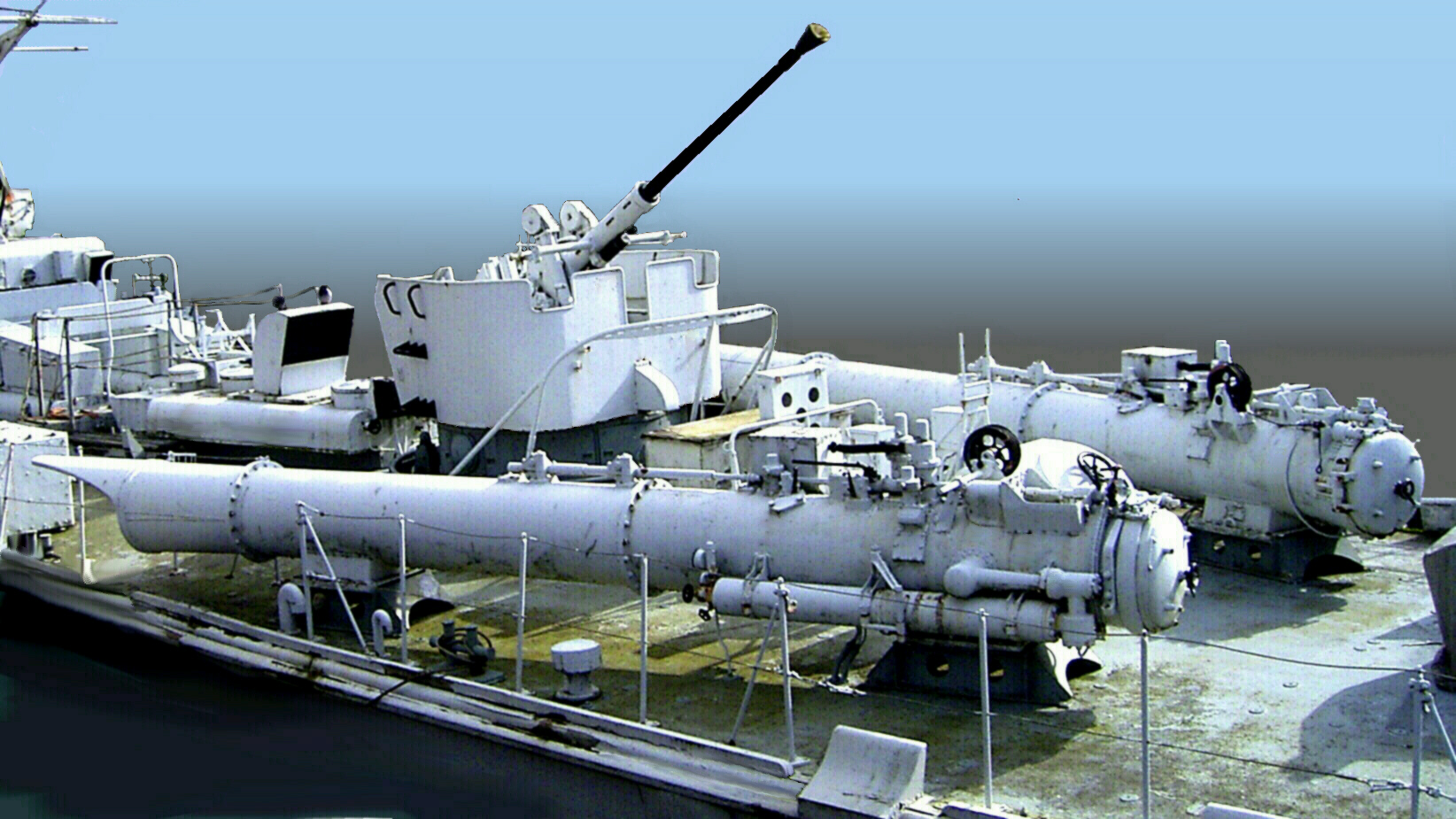
Nieruchome rurowe wyrzutnie torpedowe na niemieckim kutrze torpedowym

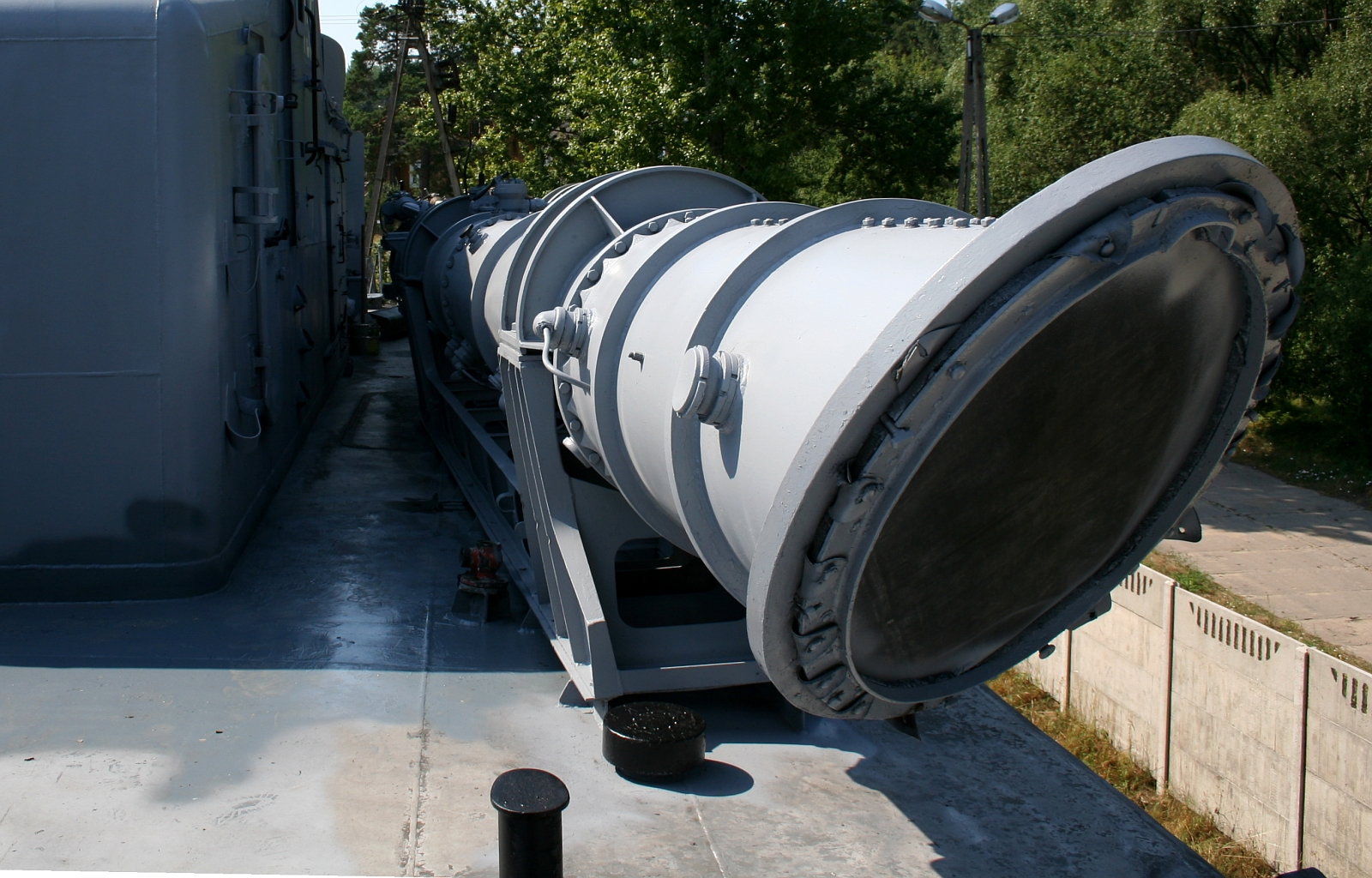
Nieruchoma wyrzutnia torpedowa na dużym kutrze torpedowym ORP „Odważny”

Wyrzutnia torpedowa – odporne m.in. na ciśnienie wody urządzenie będące wyposażeniem okrętu, wyposażone we wrota wylotowe z przodu oraz zamkowe zamknięcie wsadowe z tyłu, służące do wystrzeliwania torped, rakietotorped, pocisków manewrujących lub innych aparatów wypływających z okrętu, a dawniej także z lądu. Z uwagi na sposób wystrzeliwania torpedy, wyrzutnie mogą przybrać postać wyrzutni impulsowych, bądź występujących niezależnie od nich wyrzutni swobodnego wypływania (swim-out).

## Konstrukcja
Wyrzutnia torpedowa ma najczęściej postać rury (rurowa wyrzutnia torpedowa), której średnica jest nieco większa od kalibru torpedy i która wyposażona jest w system wystrzeliwania pocisku z wyrzutni. Historycznie zdarzały się też inne konstrukcje, jak rynienkowe wyrzutnie na wczesnych kutrach torpedowych, czy zrzutnie torped.
Wyrzutnie podzielić można:
- ze względu na możliwość ruchu,
  - ruchome,
  - nieruchome,
- ze względu na położenie,
  - nawodne,
  - podwodne,
- ze względu na sposób wystrzeliwania pocisku – zob. sekcję niżej.

Nieruchome nawodne rurowe wyrzutnie torped stosowane są na kutrach torpedowych i wystrzeliwują torpedy w kierunku dziobu okrętu. Przed I wojną światową nieruchome wyrzutnie montowano także na okrętach większych klas, takich jak torpedowiec, krążownik lub pancernik (czasami jako podwodne).
Od końca XIX wieku nawodne rurowe wyrzutnie torped ustawiane są jako obrotowe na pokładzie okrętu, strzelające w kierunku burty. Początkowo były to wyrzutnie pojedyncze, ale następnie zaczęto instalować wyrzutnie sprzężone w aparaty torpedowe, liczące 2–5 rur (maks. pięć w okresie przed II wojną światową). Przede wszystkim używane były na torpedowcach i niszczycielach, rzadziej także na krążownikach i innych.
Aktualnie na okrętach nawodnych stosowane są przeważnie tylko podwójnie lub potrójnie sprzężone obrotowe wyrzutnie torped do zwalczania okrętów podwodnych, gdyż zmniejszyło się znaczenie torped jako środka walki okrętów nawodnych z okrętami nawodnymi na rzecz rakiet.
Podwodne wyrzutnie torpedowe stosowane są na okrętach podwodnych. Są one nieruchome, umieszczone na dziobie okrętu, na burcie wzdłużnie, czasami także na rufie. Rzadziej stosowane były podwodne wyrzutnie obrotowe umieszczone pod pokładem (np. polski okręt podwodny ORP „Orzeł” miał 4 dziobowe wt, 4 rufowe i 4 obrotowe wt na pokładzie za kioskiem). Podwodne wyrzutnie torpedowe były ponadto stosowane na części większych okrętów nawodnych z przełomu XIX i XX wieku, montowane pod linią wodną.

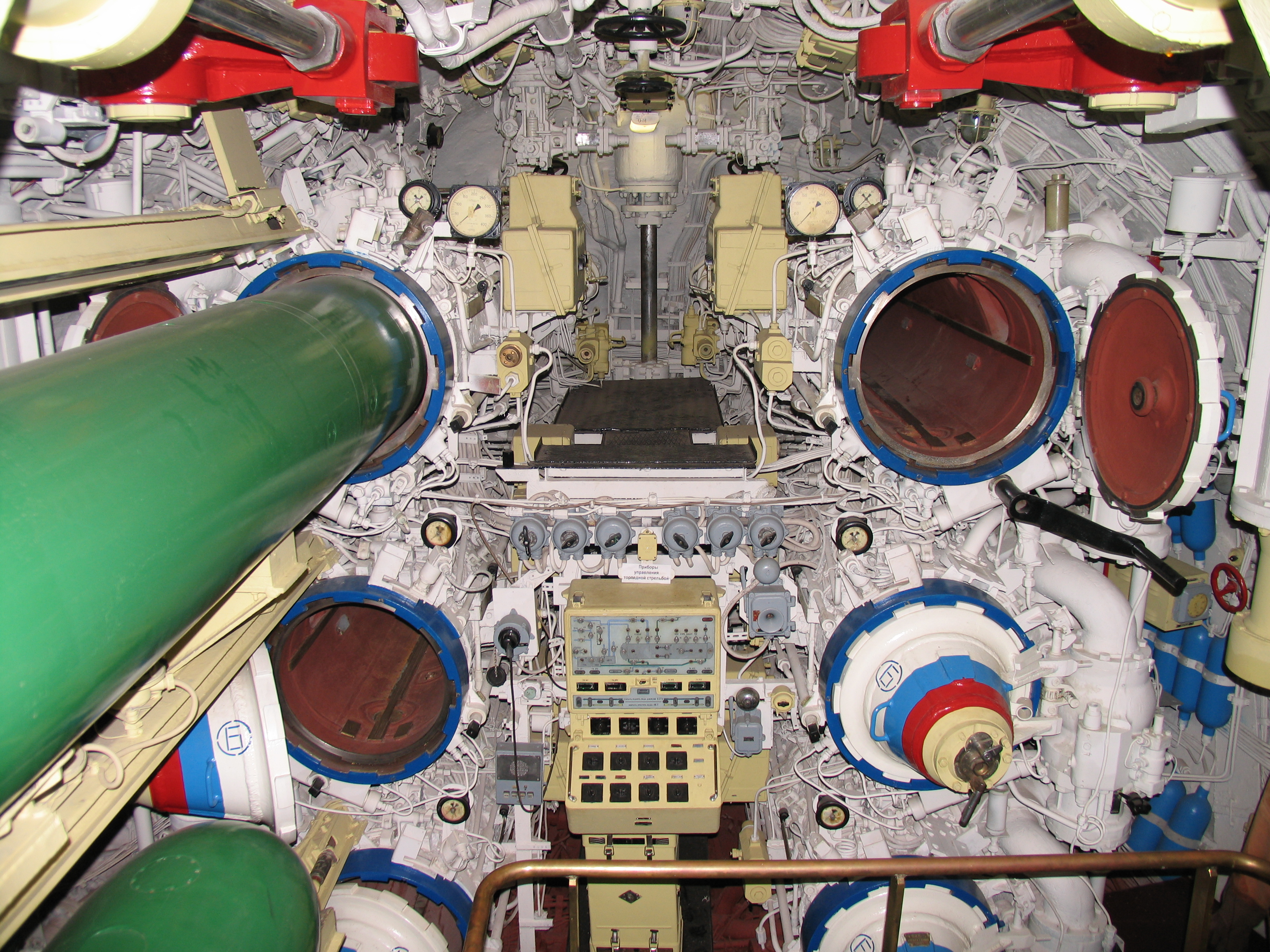
Przedział torpedowy z widocznymi wyrzutniami torpedowymi 533 mm na okręcie projektu 641B

Lądowe (nadbrzeżne) wyrzutnie torped stosowane były czasami w umocnieniach nadmorskich, razem z artylerią nadbrzeżną (torpeda z norweskiej nadbrzeżnej wyrzutni torped na wyspie Kaholm, zatopiła w 1940 niemiecki krążownik „Blücher”).

### Systemy wystrzeliwania
Istnieje dużo sposobów wystrzeliwania min, torped oraz innych pocisków z wyrzutni podwodnej. Większość jednak oparta jest na jednej z dwóch zasad: wystrzeliwaniu opartym na impulsie, bądź też wystrzeliwaniu opartym na swobodnym wypływaniu z wyrzutni, w oparciu o napęd własny torpedy, zwane techniką swim-out.

#### Swim-out
Najłatwiejszym, ale i najgłośniejszym, sposobem jest samodzielne wypływanie pocisku używającego do tego celu własnego systemu napędowego, który zaczyna pracować już wewnątrz tuby wyrzutni. Technika ta – nazywana na Zachodzie swim-out – wymaga od okrętu podwodnego poruszania się z bardzo małą prędkością celem zapobieżenia wyprzedzeniu broni, w wypadku gdyby pocisk miał problemy z opuszczeniem wyrzutni. Torpedy mają także ujemną pływalność w związku z czym zaraz po opuszczeniu wyrzutni mogą tonąć na głębokość nawet 20 metrów poniżej wyrzutni. Wypływająca z wyrzutni torpeda jest prowadzona w jej wnętrzu przez zainstalowane wewnątrz wyrzutni szyny. Największą wadą tej techniki jest jej hałaśliwość, ponieważ pędnik torpedy – śruba lub pędnik wodnoodrzutowy – zawsze kawituje w niewielkiej ilości wody jaka znajduje się w tylnej części wyrzutni. Inną wadą tego sposobu jest większa ilość wody otaczającej torpedę w wyrzutni, która niezbędna jest do jej swobodnego wypłynięcia, stąd też wyrzutnia tego rodzaju musi mieć większą średnicę od wyrzutni opartych na innych zasadach. Większa też w związku z tym musi być również pojemność zbiornika torpedowego. Wyrzutnie tego rodzaju są lekkie, proste i tanie w produkcji, przede wszystkim jednak nie powodują wydostawania się pęcherzy powietrza na powierzchnię morza oraz mogą bez zakłóceń funkcjonować bez względu na głębokość. Wyrzutnia tego rodzaju ma prostą budowę, minimalizuje liczbę niezbędnych w okręcie rurociągów wokół wyrzutni, i jest niemal niezawodna. System tego rodzaju jest dziś najpopularniejszy w krajach trzeciego świata, a to z racji rozpowszechnienia stosujących go niemieckich okrętów podwodnych typu 209.
W miniaturowych okrętach podwodnych o bardzo prostej konstrukcji, wewnętrzne wyrzutnie typu swim-out mogą być zastąpione przez konstrukcje utrzymujące torpedę na zewnątrz wzdłuż kadłuba. Podobnie jak w wyrzutniach wewnętrznych torpeda jest wystrzeliwana przez uruchomienie jej własnego silnika. Wadą tego rozwiązania jest to, że (1) wyrzutnie wraz z umieszczonymi w nich torpedami znacząco zwiększają opory i turbulencje wody wywoływane przez pojazd podwodny, (2) torpeda nie może być serwisowana podczas rejsu, oraz (3) pocisk jest wystawiony na działanie ciśnienia hydrostatycznego podczas rejsu pod wodą, a także efektu korozyjnego wody morskiej

#### System impulsowy

Schemat wyrzutni wykorzystującej water ram

Ten system nie ma zastosowania do wystrzeliwania pocisków manewrujących i większości min, bowiem to uzbrojenie nie ma pędnika. W tym przypadku do wystrzeliwania stosuje się najstarszy system, który w przypadku okrętów podwodnych dominował do 1945 roku. W podwodnych wyrzutniach tego czasu, pocisk był wypychany na zewnątrz za pomocą impulsu sprężonego powietrza. Systemy używane w latach 1914–1918 miały tendencję do uwalniania dużej bańki powietrza, która wypływała na powierzchnię ujawniając pozycję zanurzonego okrętu. Krokiem w rozwoju tego systemu, było zasysanie z powrotem powietrza, gdy tylko osiągnęło ono wylot wyrzutni. Jednak nawet z takim znaczącym ulepszeniem, siła wypychająca torpedę była wytwarzana przez powietrze, co ograniczało głębokość z jakiej może zostać wystrzelony pocisk. Nie miało to dużego znaczenia dopóki okręty podwodne służyły jedynie zwalczaniu okrętów nawodnych bądź statków. Jednak gdy okręty tej klasy stały się podstawowym, a zarazem najważniejszym środkiem zwalczania okrętów podwodnych (ZOP), należało opracować inny system. Rozwiązaniem w tym zakresie, był wspomniany wcześniej system z ang. swim-out, dający możliwość wystrzeliwania pocisku teoretycznie bez względu na głębokość zanurzenia. Tego rodzaju wyrzutnie swoje pierwsze praktyczne zastosowanie znalazły na niemieckich przybrzeżnych okrętach podwodnych Typu XXIII. Tego rodzaju system stawia specjalne wymagania przed torpedą, która musi być dynamicznie stabilna nawet przy małej prędkości z jaką zwykle opuszcza wyrzutnię – 8 do 10 węzłów. Co więcej, dziób okrętu musi być skonstruowany w taki sposób, aby do minimum ograniczyć hydrodynamiczne zakłócenia z ujściem wyrzutni.
Również w Niemczech opracowano system z ang. water ram, bardziej kosztowny i zajmujący więcej miejsca w okręcie, nie ograniczony jednak głębokością zanurzenia. Przed strzałem wyrzutnia jest zalewana wodą, w celu wyrównania ciśnienia hydrostatycznego otwierają się wrota zewnętrzne wyrzutni, po czym za pomocą pompy hydraulicznej do tylnej części wyrzutni wtłaczana jest woda pod dużym ciśnieniem, która wypycha pocisk z wnętrza wyrzutni. W niektórych wyrzutniach pompę hydrauliczną zastępuje turbina gazowa, zasada działania pozostaje jednak niezmienna. Na zbliżonej zasadzie działa też – opracowana również w Niemczech – hydromechaniczna metoda z ang. push-out lub hydraulic ram, przy której torpeda montowana jest w odpornym na wstrząsy rękawie, w przedziale torpedowym zaś okrętu znajduje się cylinder hydrauliczny, który przez specjalny zderzak wypycha i rozpędza torpedę. Marynarki brytyjska i amerykańska preferują water ram, natomiast stocznia Howaldtswerke-Deutsche Werft w okrętach typu 212A zastosowała oba systemy.
Podczas II wojny światowej Kriegsmarine opracowała także system pośredni, w którym umieszczony w wyrzutni tłok wypycha torpedę na zewnątrz bez uwalniania powietrza, które – jak dowiodły niemieckie eksperymenty z roku 1992 – w postaci pęcherza może utrzymywać się na powierzchni morza nawet 15 minut. Ten system został po wojnie zaadaptowany przez Marine nationale, jednak podobnie jak w przypadku wypychania torpedy przez sprężone powietrze, ten system jest ograniczony głębokością zanurzenia okrętu.
US Navy używała systemu water ram przez lata, jednak niepóźnej niż w latach 90 XX w. prowadziła prace na systemem elektromagnetycznym. Badania w tym zakresie były wówczas dalej posunięte, niż prace nad działem elektromagnetycznym, lub nad elektromagnetyczną katapultą dla lotniskowców typu Gerald R. Ford. Testy tego rodzaju wyrzutni skutecznie przeprowadzono na okręcie typu Los Angeles USS „Memphis” (SSN-691), której dwie wyrzutnie torpedowe wyłączono z użytku operacyjnego i zainstalowano w nich system elektromagnetyczny. W pierwszej połowie lat 90 XX w. w Stanach Zjednoczonych Ameryki opatentowano system wyrzutni torpedowej, której działanie oparto na zasadzie magnetohydrodynamicznej z wykorzystaniem siły Lorentza.

### Aranżacja wyrzutni

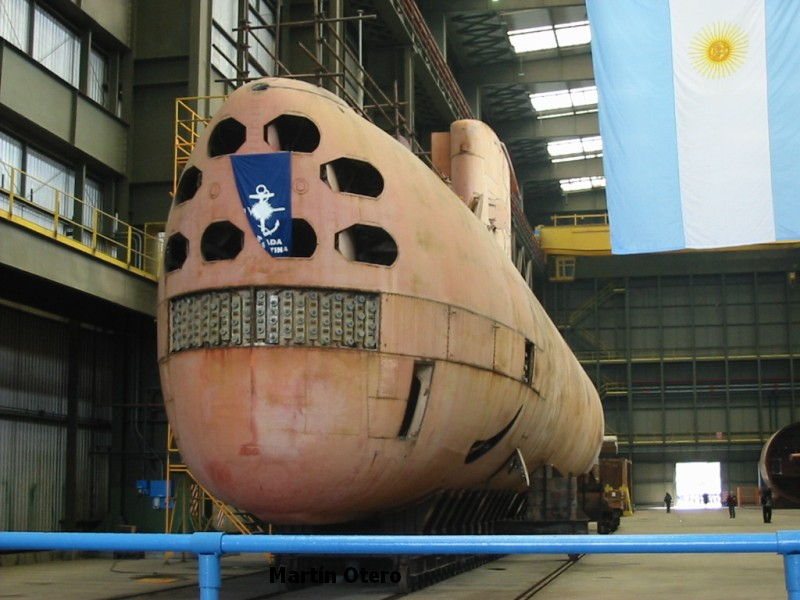
Osiem wyrzutni torpedowych ARA „San Luis” umieszczonych ponad antenami sonarów okrętu niemieckiego typu 209/1200

Tradycyjnie, wyrzutnie torpedowe umieszczane były w dziobie okrętu podwodnego, co oznacza że w celu wystrzelenia torpedy w cel, okręt powinien być zwrócony w jego kierunku. Wraz jednak z rozwojem nowoczesnych systemów naprowadzania, zwrócenie okrętu w kierunku celu przestało być konieczne – mimo to, wciąż preferowane jest umieszczanie wyrzutni w przedniej części okrętu. Ta lokalizacja rodzi jednak pewien konflikt priorytetów pomiędzy potrzebami aranżacji wyrzutni torpedowych oraz wymogów związanych z aranżacją systemu sonarowego – zwykle sonaru kontroli ognia. Otwieranie zewnętrznych i wewnętrznych wrót wyrzutni, jak również gwałtowne wystrzelenie torpedy z wyrzutni jest głośnym procesem, toteż jest niepożądane aby następowało to bardzo blisko anteny sonaru zaangażowanego w kontrolę ognia. W dziobie okrętu jest jednak mało miejsca na znaczne oddalenie od siebie tych dwóch elementów struktury okrętu. Powszechnie przyjętym rozwiązaniem jest umieszczenie anteny w górnej części dziobu, co zostawia nieco miejsca w jego dolnej części, choć zdarzają się również rozwiązania odwrotne, w których wyrzutnie torpedowe umieszczone są powyżej anten sonaru. Innym rozwiązaniem okazała się instalacja wyrzutni torpedowych umieszczonych pod kątem 15° względem osi okrętu, przesuniętych jednak dalej w kierunku śródokręcia, jak w amerykańskich okrętach typu Thresher. Każde z tych rozwiązań ma wady i zalety, i musi być przedmiotem rozważań z zakresu architektury okrętowej na etapie poprzedzającym projektowanie, z uwzględnieniem wynikających z potrzeb taktyczno-operacyjnych wymagań zamawiającego.

## Zrzutnie torped
Odmianą wyrzutni torpedowych były w przeszłości zrzutnie burtowe – patrz: wyrzutnia Drzewieckiego – i rufowe. Zrzutnie burtowe różnej konstrukcji służyły do prostego zrzucenia torpedy z pokładu do wody. Stosowane były m.in. na pierwszych torpedowcach, następnie na włoskich kutrach torpedowych MAS z okresu I wojny światowej i na radzieckich kutrach torpedowych D-3 z okresu II wojny światowej (dwa kutry tego typu służyły w MW).
Zrzutnie rufowe z kolei zrzucały torpedę z korytkowej pochylni w kierunku rufy kutra torpedowego (ogonem naprzód), po czym kuter robił zwrot, a torpeda po uruchomieniu się jej silnika podążała dalej w kierunku, w którym pierwotnie płynął kuter. System taki był lekki, prosty i pozwalał na korzystne rozmieszczenie mas na lekkich kutrach torpedowych. Wprowadzony był na brytyjskich kutrach torpedowych CMB z okresu I w.św., następnie stosowany na niektórych innych kutrach, przede wszystkim radzieckich kutrach typu G-5 z okresu II wojny światowej. Podobny system z rurowymi wyrzutniami rufowymi, stosowano na powojennych kutrach torpedowych marynarki NRD (Iltis, Libelle).